# МіГ-2000
МіГ-2000 — проєкт російської авіаційної корпорації МіГ рідинного реактивного одноступеневого космічного літака, розроблявся в 1990-х роках. Передбачалося, що він матиме злітну вагу 300 тонн і доставить 9-тонний корисний вантаж на низьку навколоземну орбіту 200 км. Літак програв конкуренцію Туполеву Ту-2000. Подібний до американського Rockwell X-30. 

## Історія
Розробка російського легкого тактичного винищувача «ЛФИ» (рос. Легкий фронтовой истребитель) відбувалася у прискореному режимі, після того, як ВПС Росії у 1990-их роках визначили пріоритети наступного десятиліття. «И-2000» (рос. Истребитель 2000) мав бути введений в експлуатацію у 2005 році як основний фронтовий винищувач держави Росія. Він також мав стати провідним експортним продуктом російської авіаційної промисловості на міжнародному ринку. Наявна інформація про «И-2000» вказує на подібність до Американського об'єднаного ударного винищувача, тобто тип винищувача, який діє як у сфері «повітря-повітря», так і у сфері «повітря-поверхня». Літак походить з багатомісної лінійки легких винищувачів Мікояна, таких як МіГ-15 і МіГ-21. Розмір приблизний до МіГ-21 (коротший на 1.3 м, ширший на 4,5 м), але помітно менший за попередника — МіГ-29. Злітна вага оцінюється приблизно у 12 тонн; максимальна злітна вага — ~16 тонн. Проєктні вимоги до «И-2000» передбачали знижену радіолокаційну та інфрачервону видимість і високу маневровість, також швидкий зліт і посадку. Літак мав би комбіновану конструкцію фюзеляжу та центроплану з товстою центральною частиною крила, з вигнутими передніми та задніми краями. Незвичайна аеродинамічна конфігурація та потужні двигуни з вектором тяги повинні були забезпечити відмінну маневровість. Злітно-посадкові смуги були б скорочені завдяки спеціально розробленому шасі, яке дозволяє заходити на посадку під великими кутами. Згідно з офіційними джерелами, розглядаються одно- та двомоторні варіанти.  На той час, у Росії не існувало двигунів необхідної тяги.
Перший проєкт надлегкого винищувача нового покоління був у розробці Мікояном на початку 1980-х років, коли також почалися проєктні роботи над важким винищувачем MFI (іноді відомим як 1-42). Результатом став «Продукт 33», оснащений одним двигуном РД-33 від МіГ-29. Він мав звичайну конструкцію, зовні схожу на американський F-16 компанії Lockheed Martin. Попри значне просування роботи над «Продуктом 33», він так і не був замовлений, у зв'язку з переорієнтацією ВПС на багатоцільові літаки — легкий «Продукт 33» міг використовуватися лише для ближнього повітряного бою. Базовий проєкт «Продукт 33» був запропонований Мікояном до передачі державі Китай у новому амплуа як винищувач FC-1. Конкурентом «И-2000» у Росії був С-54, розроблений компанією «Сухой» на основі вдосконаленого навчально-тренувального літака початку 1990-х років. С-54 — зменшений одномоторний Су-35 з більш традиційним компонуванням, у порівнянні з «И-2000». Статус С-54 невідомий, вважається, що він залишився на початковій стадії розробки. Не маючи достатньої підтримки російських ВПС, С-54 перепризначений для експорту як доповнення до важких літаків Су-27 і Су-30, що продаються до Китаю та Індії. Було вирішено, що важкий винищувач п'ятого покоління не буде запущений у серійне виробництво. Однак у серпні 2002 року він розпочне льотні випробування як демонстратор технологій. Міхаїл Коржуєв, призначений генеральним директором Мікояна, заявив, що польоти MFI тепер є справою честі для компанії. Літак був готовий до льотних випробувань на початку 2000, однак який не було через брак коштів. Широка програма модернізації МіГ-29 продовжувалась паралельно з розробкою «И-2000».